# عدوى فيروسات هانتا
يمكن أن تؤدي عدوى فيروسات هانتا إلى عدد من أشكال المرض بما في ذلك الحمى النزفية المصحوبة بمتلازمة الكلى (HFRS) ومتلازمة فيروسات هانتا الرئوية (HPS).  تشمل أعراض HFRS عمومًا الصداع و آلام البطن و الحمى و الغثيان والنزيف والفشل الكلوي .  تشمل أعراض HPS التعب و الحمى و آلام العضلات والسعال وضيق التنفس .  و عادة ما تكون بداية الأعراض الأولية بعد 1 إلى 8 أسابيع من التعرض للمسببات.  
ترجع الإصابة بHFPS إلى فيروسات هانتا في العالم القديم بينما ترجع الإصابة بHPS إلى فيروسات هانتا في العالم الجديد.  كما أن هناك أكثر من 28 فيروسًا محددًا من فيروسات هانتا تسبب المرض لدى البشر.  وينتشر  عادة عندما يتنفس الناس هواء ملوثا بفضلات القوارض .  تتضمن الآلية الأساسية لكلا الشكلين من المرض؛ انخفاض عدد الصفائح الدموية و التسرب الوريدي.  يعتمد التشخيص على اختبارات الدم، و عادةً ما  يتم ذلك عبر الأمصال . 
العلاج يتمثل في المقام الأول  في الرعاية الداعمة .  وقد يشمل ذلك العلاج بالأكسجين ، أو التهوية الميكانيكية ، أو غسيل الكلى ، أو نقل الصفائح الدموية .  قد يكون أيضا الريبافيرين مفيدًا إذا تم إعطاؤه مبكرًا في HFRS.  يبلغ خطر الوفاة حوالي 12% عند الإصابة بHFRS وحوالي 40% ب HPS. 
تصاب حوالي 100000 حالة ب HFRS سنويًا، في حين حُددت حوالي 1000 حالة ب HPS وذلك منذ اكتشافه لأول مرة في عام 1993.[1]  يعود تاريخ أوصاف ما يُعتقد أنها العدوى المسببة للفيروسات هانتا إلى حوالي عام 1000 بعد الميلاد.[1]   ومع ذلك، اُكتشف فقط في عام 1976 في منطقة نهر هانتان في كوريا الجنوبية.
صاب حوالي 100000بلة من HFRS سنويًا، فححُددت تحديد حوالي 1000بالة من HPS منذ اتشافها لأول مرة في عام 1993.  يعود تاريخ أوصاف ما يُعتقد أنها عدوى باتفيروس هانتا إلى حوالي عام 1000 ميلادي.يوض؛ ومع ذلك، تم اكتشافه فقط في عام 1976 في منطقة نهر هانتان في كوريا الجنوبية .  